# Olvonsläktet
Olvonsläktet (Viburnum) är ett växtsläkte med ungefär 150 arter varav endast skogsolvon (V. opulus) är en ursprunglig vildväxande art i Sverige. De flesta olvonarter är buskar men det finns även ett par små träd. Tidigare ingick olvon i familjen kaprifolväxter men genetiska tester visar att de hör hemma i desmeknoppsfamiljen.
Blommorna, som är vita eller rosa, växer i knippen. De enskilda blommorna är små, 3–5 millimeter i diameter. De har fem kronblad och vissa arter doftar starkt. Frukten är ett runt eller något tillplattat bär som är rött eller lila. Bäret innehåller ett frö.
Många olvonarter har blivit omtyckta trädgårdsväxter. Bladen, barken och bären är giftiga.